# Gropa

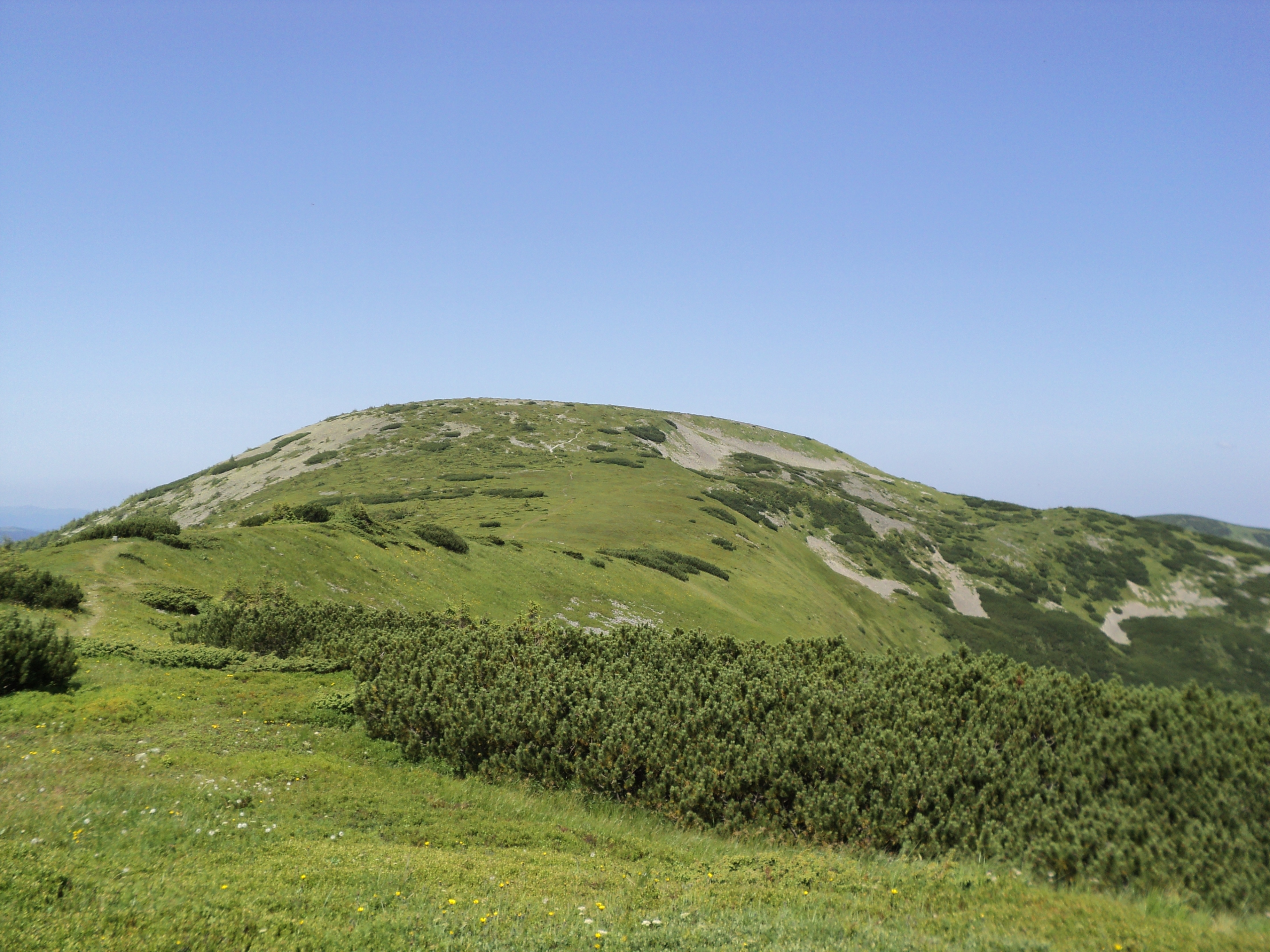
Gropa ze grzbietu prowadzącego na Bratkowską Dużą

Gropa (ukr. Гропа) – szczyt na Ukrainie, położony w Gorganach 11km na południe od Rafajłowej.
Przed II wojną światową przebiegała w tym miejscu południowa granica Polski, do dziś na szczycie znajduje się znak graniczny nr 46.

## Topografia
Szczyt znajduje się w południowej części Gorganów, w masywie Połoniny Czarnej, około 20 km na południe od Sywuli i 10km na północ od pasma Świdowiec. W bezpośrednim sąsiedztwie góry znajduje się Bratkowska Duża (1788 m n.p.m.) na południowym wschodzie, za nią Bratkowska Mała (1703, 1677 m n.p.m.), a także na północnym zachodzie Durnia (1705 m n.p.m.). Gropa znajduje się w grzbiecie wododziałowym, nie odchodzi od niego żaden grzbiet w wybitnymi wzniesieniami. U północnych stoków swoje źródło mają potoki Prawy i Gropieniec, na południu i zachodzie wypływają liczne dorzecza potoku Turbat.

## Przyroda
Szczyt pokryty jest połoniną, w górnych partiach występują niewielkie rumowiska i miejscami także kosodrzewina, poniżej 1500 m n.p.m. występują lasy świerkowe. Na północnym zachodzie, u podnóża góry znajduje się założony w 1975 roku obszar chroniony „Wyżne Ozieryszcze”.

## Turystyka
Na szczyt można się dostać  czarnym szlakiem z Rafajłowej (ok. 13 km), początkowo szlak prowadzi drogą utwardzoną do Kłempusz, gdzie dalej ścieżką kieruje nas wzdłuż potoku Gropieniec pod sam szczyt, następnie dochodzi do grzbietu i na Gropę. Poza tym na szczyt można dostać się ścieżkami z Durni i z Bratkowskiej. Ze szczytu rozciąga się widok na Gorgany i Świdowiec, przy dobrych warunkach można też zobaczyć Trościan w Beskidach Skolskich, Pietrosul Rodnei i Borżawa za Negrowcem, ze szczytu niewidoczna jest Czarnohora przysłonięta przez Bratkowską.